# Dodengang

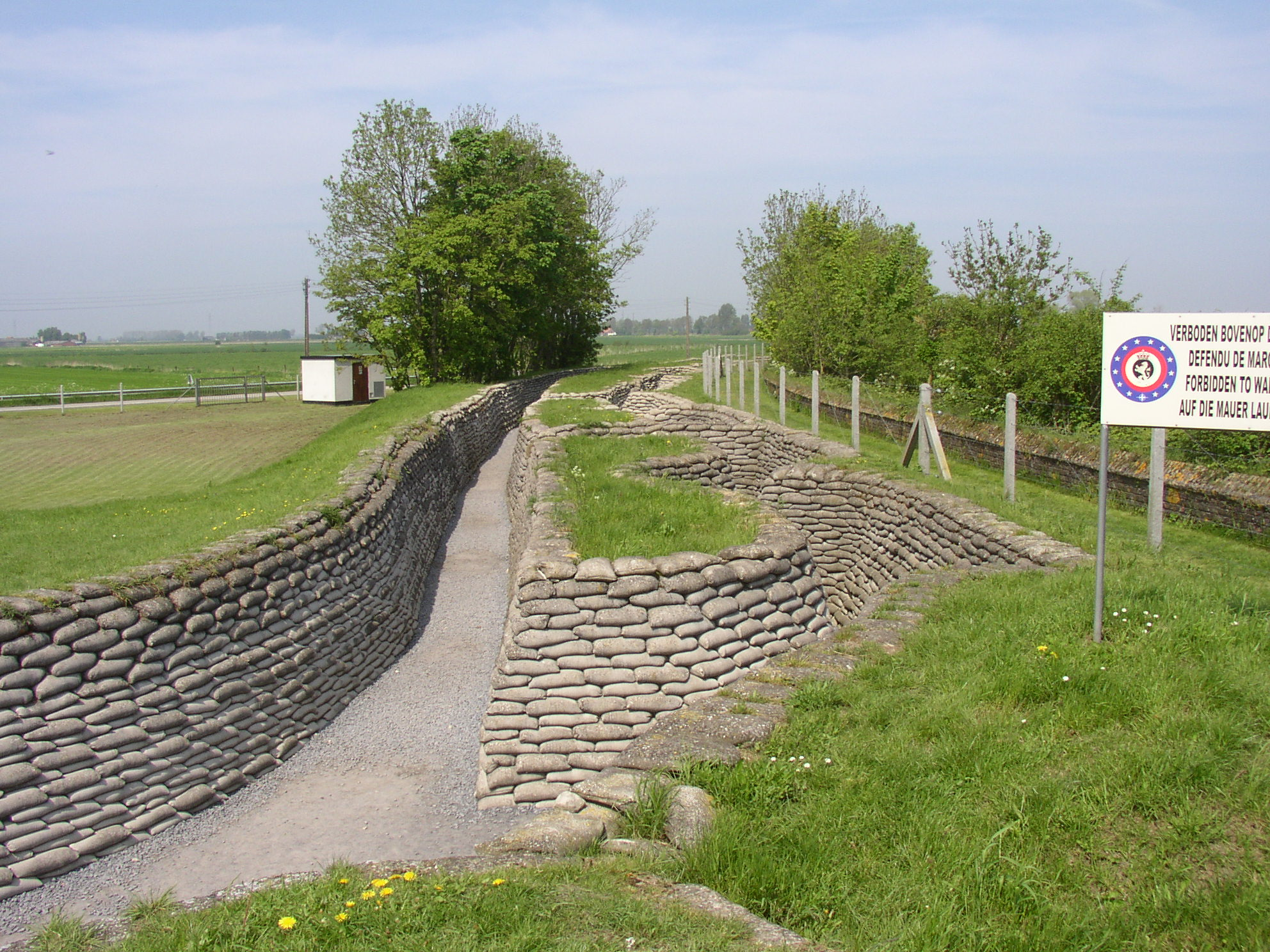
Loopgraven in Dodengang

De Dodengang (Frans: Boyau de la Mort) is een complex van bewaarde loopgraven uit de Eerste Wereldoorlog. De Dodengang ligt naast een bocht van de IJzer in de Diksmuidse deelgemeente Kaaskerke.
Het complex is het laatste stuk van het Belgische front uit de Eerste Wereldoorlog. Duizenden Belgische soldaten kwamen er in de periode van 1914 tot 1918 om. Het Belgische leger werd in 1914 teruggedreven tot Bachten de Kupe, waar in oktober 1914 de Slag om de IJzer plaatsvond. De Dodengang was een vooruitgeschoven post in het verdedigingssysteem en vormde een uitstulping naar de Duitse posities. Duitse strijdkrachten gingen in de nacht van 21 op 22 oktober 1914 de IJzer over bij Tervate. De Belgische posities rond de dodengang waren tot in 1915 niet dieper dan een halve meter. Daarna werden ze uitgediept en versterkt met een seinpost, mitrailleursnesten en een smalspoor voor de aanvoer van munitie en mensen. Om te vermijden dat de Duitsers de loopgraaf in zouden nemen was er een uitbouw die de opmars moest tegenhouden, de Ruiterstelling of 'de Ruitersschans'. De Belgische en Duitse loopgraven lagen op slechts enkele meters van elkaar, er gebeurden soms raids. Als bescherming hiertegen is de 'muizenval' aangelegd op het einde van de Dodengang. Prikkeldraad, klemijzers en een bunker met schietgaten hielden er de Duitsers definitief weg.
Tot 2017 was de Dodengang beschermd als monument en ondergebracht in de Historische Pool van Defensie. Sinds 2017 valt het complex onder het beheer van het War Heritage Institute.